# Rodolfo Bellani
Rodolfo Bellani (Pergamino, Provincia de Buenos Aires, 1904- Cochabamba, Bolivia, 1984) fue un escritor argentino, prolífico escritor de pulp. 
Arrancó como escritor en la década del cuarenta con algunos libros de historia y luego se dedicó a escribir ficción para distintas editoriales Tor y Acme. Siendo además un apasionado colombófilo.

## Obra
1. "El azote del caribe",
2. "Morgan el filibustero",
3. "El corsario de la virgen",
4. "El muerto que reía",
5. "El vampiro ataca",
6. "Un argentino en Texas"
7. "Por cada bala una tumba"
8. "Faustino G. Piaggio, creador de la empresa petrolera en el Perú". Talleres Gráficos de la Imprenta La Inmediata. 1949.